# Чернобаи (Шишацкий район)
Чернобаи (укр. Чорнобаї) — село,
Сагайдакский сельский совет,
Шишацкий район,
Полтавская область,
Украина.
Код КОАТУУ — 5325784608. Население по переписи 2001 года составляло 28 человек.

## Географическое положение
Село Чернобаи примыкает к селу Сагайдак.
Рядом проходят автомобильная дорога Т-1720 и
железная дорога, станция Сагайдак в 1,5 км.